# キャサリン (ノーザンテリトリー)
キャサリン (Katherine) は、オーストラリアのノーザンテリトリーにある町。人口は6,303人（2016年）で、準州内では4番目に大きな都市である。キャサリン川沿いに位置している。
前哨地が、ダーウィンとアデレードの間の南北交通ルートにあるオーストラリア大陸横断電信と共に確立し、キャサリンは交通、金鉱の開発によって発展した。
キャサリンは、RAAFティンダル基地に最も近い主要都市であり、ここに配置された兵員の家族に、教育、医療、地方政治、雇用機会を提供している。
さらに、近くのニトミルク国立公園（特にキャサリン渓谷とその多くの古代の岩絵）への観光の玄関口ともなっている。この地域は雨期に大規模な水害が起こることで知られている。
キャサリン (Katherine) は、女性の名前「Catherine」のように発音されるかもしれないが、多くの地元住民は最後の文節を明確に発音する。

## 歴史
この地域の最初の住民は、オーストラリア原住民、特にジャオワン族 と Wardaman人であった。地域は、これらの部族のための重要な集合地であり、依然として集合場所である。
探検家のジョン・マクドゥアル・スチュアートは、北から南へ大陸の横断に成功する6回目の旅を、1862年にこの地域を通って行った。1862年7月4日に、スチュアートはキャサリン川（現在の町の90 km上流）を横断し、彼の日記に「北東から南西に流れる別の大きなクリークがあった。ここで私は、放牧者のジェームズ・チャンバーズ殿の二番目の娘に敬意を表し、『キャサリン』と命名する」と記した。スチュアートの正確さに関しての推測があり、チャンバーズの妻の名がキャサリンという説もあるが、ほとんどの出典では彼の娘の名となっている。

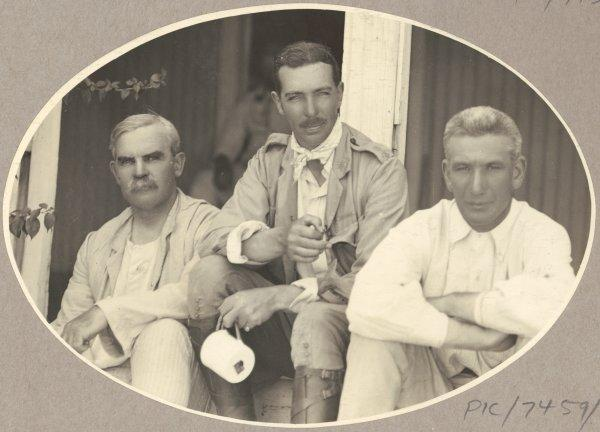
1912年に連邦議会パーティに出向いたキャサリン電信局のヨシヤ・トマス、Sir Walter Barettelot及びDr. John Gilruth

キャサリン電信局は、1872年8月22日に設立され、1872年の終わりに大陸横断電信線が完成して、町はキャサリン川の西側にあるわずかな定住人口から始まった。キャサリンは、90km北のパイン・クリークを含む金鉱が近いために利益を得た。
金は、1889年に50km北のトッド山で発見された。
北オーストラリア鉄道をキャサリンへ延長するためのキャサリン鉄道橋の工事が1923年に始まった。鉄道の建設中、町の中心は川の東側に配置された。橋は1926年に完成し、1926年1月21日に最初の列車がわたった。1926年7月15日、町の現在の場所が官報に掲載された。最初の郵便局と大陸横断電信局は、ナッツ交差点にある、大陸横断電信局長のための部屋や1室の警察署があったスポーツマンズ・アームス・ホテルの隣に設置された。

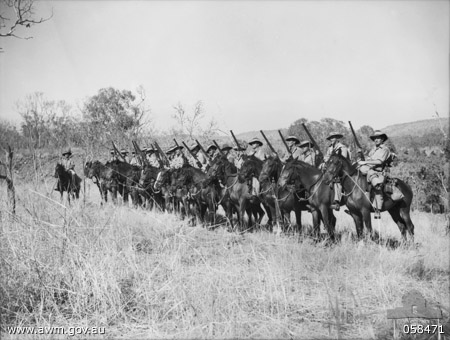
オーストラリア軍。キャサリンで1943年

第二次世界大戦中、オーストラリア軍は、キャサリン周辺に、第101オーストラリア総合病院と第121オーストラリア総合病院の2つの病院を設置する。軍はさらに、キャサリン地域本部も設置した。1942年3月22日、キャサリンは第二次世界大戦で唯一の空襲を受ける。日本の戦闘機が町を爆撃したとき、1人が死亡した。
川は、1957年と1974年に氾濫した。
1998年のオーストラリアの日に、洪水が町を襲い、この地域は国家的な災害と宣言された。この洪水は、サイクロン・レスによってもたらされた300〜400 mmの降水でキャサリン川の流水量を超え、ピーク時には20.4mとなったことから引き起こされた。洪水は、多くの住民に避難を必要とし、町やこの地域周辺の多くを浸水させた。1000km2にわたって浸水し、1,100の家が影響して、キャサリン内外の多くの道路が孤立した。3人が溺れた。
鉱業生産は、2000年のトッド山（50km北にある）の閉鎖以来衰退している。
2001年1月に新しい鉄道線の建設が始まった。2003年9月13日に、線路は南オーストラリア州アデレードからダーウィンへの連続的な線路となった。ザ・ガン旅客鉄道線は、北行き、南行きで停車し、2004年2月4日より、一週間に数便運行されている。
2006年4月の洪水では、町の一部が浸水（約50軒の家を含む）し、数百万ドルの損害を与え、4月7日に非常事態宣言が出されるに至った。しかし、洪水による建物の損害に関する報告書は作成されなかった。町の住民は、4月5日に、川が氾濫し続けるかもしれないという警告を受けた。翌日の正午前には、町の中心部は水面下にあった。洪水は、キャサリン川橋で19メートル近くとなり、ピークに達した。多くの家が、2m以下の水で浸水した。また、多くの住民は、彼らが着ていた服とほとんど変わらない状態で逃げる時間があった。4月8日から9日にかけての週末に、1,100人以上の人が町の避難所へ行った。非常事態は、4月9日に取り消された。
最近の数十年間で、キャサリンは牛、園芸、農業、観光産業を支援する地方の中心として発展した。主な観光ルートである、セントラル・アーネム・ロード、サバンナ・ウェイ及びエクスプローラーズ・ウェイの合流地点であるキャサリンは、ノーザンテリトリーの重要な観光の玄関口である。

## 地理と気候

### 地形

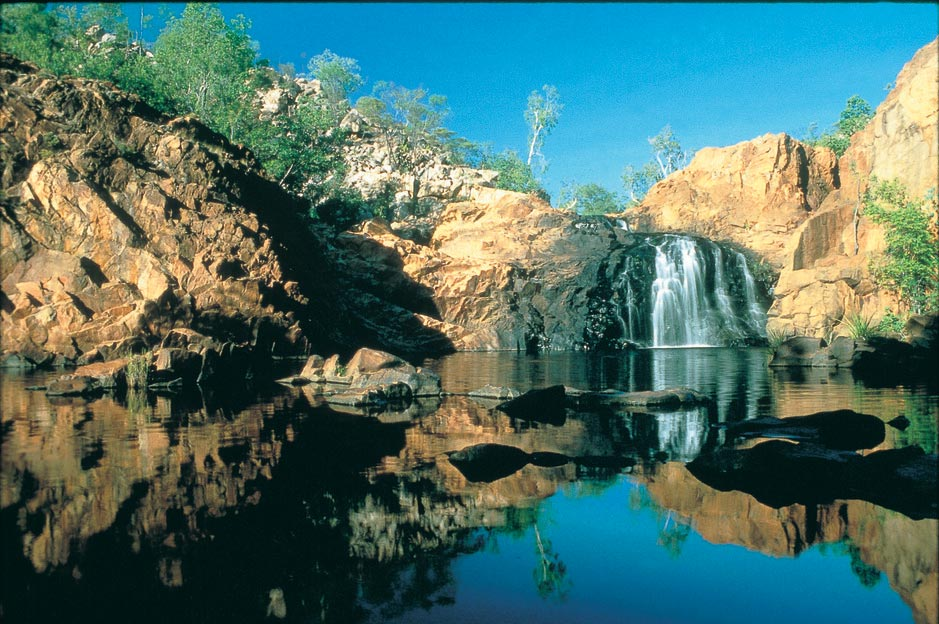
乾期の終わりのエディス滝

キャサリンは、ダーウィンの南320 kmに位置し、ダーリー・リバー・システムの一部であるキャサリン川の岸にある。この上流は、北東のアーネムランドの絶壁やカカドゥがある。
この地域は、主に熱帯サバンナの森林地である。キャサリン・タウンシップには、古代の石灰石で構成されるカルスト地形、露頭及び地下の洞窟がある。他には、ユーカリの森や岩の断崖、モンスーン熱帯雨林、ブドウの低木地帯などがある。

### 気候

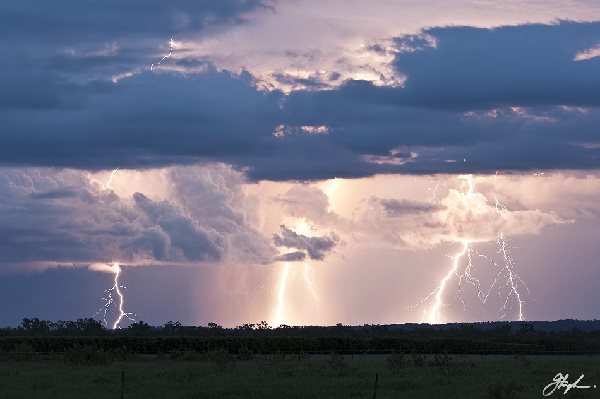
キャサリン渓谷で乾期に起こった激しい雷雨

キャサリンは、サバナ気候（ケッペンの気候区分: Aw）で、雨期と乾期に分けられる。年間の降水量は1,132mmで、雨期の間の日中気温は、24℃から35℃であり、ときどき40℃まで達する。特に地域が多くの雷と共に、国内で最も激しい雷雨となった場合、特に雨期の期間中には湿度が非常に高くなる。乾期には、夜は完全に涼しくなるときがあり、乾期の中頃には、夜間に7℃まで下がる。
標高が低く、頻繁に豪雨が起こり、町が川岸にあるため、この地域で洪水がよく発生する。1998年のオーストラリアの日にあった洪水は、特に破壊的だった。サイクロン・レスは、48時間のうちに300〜400ミリの雨を降らし、その結果キャサリン川の水位を21.3メートルまで上昇させて、3人の命を奪った。
| キャサリンの気候       | キャサリンの気候 | キャサリンの気候 | キャサリンの気候 | キャサリンの気候 | キャサリンの気候 | キャサリンの気候 | キャサリンの気候 | キャサリンの気候 | キャサリンの気候 | キャサリンの気候 | キャサリンの気候 | キャサリンの気候 | キャサリンの気候 |
| 月                     | 1月              | 2月              | 3月              | 4月              | 5月              | 6月              | 7月              | 8月              | 9月              | 10月             | 11月             | 12月             | 年               |
| ---------------------- | ---------------- | ---------------- | ---------------- | ---------------- | ---------------- | ---------------- | ---------------- | ---------------- | ---------------- | ---------------- | ---------------- | ---------------- | ---------------- |
| 最高気温記録 °C （°F） | 40.9 (105.6)     | 39.0 (102.2)     | 39.8 (103.6)     | 38.3 (100.9)     | 36.5 (97.7)      | 36.1 (97)        | 36.0 (96.8)      | 37.7 (99.9)      | 40.5 (104.9)     | 41.6 (106.9)     | 43.1 (109.6)     | 41.5 (106.7)     | 43.1 (109.6)     |
| 平均最高気温 °C （°F） | 34.6 (94.3)      | 33.9 (93)        | 34.2 (93.6)      | 34.0 (93.2)      | 32.1 (89.8)      | 30.1 (86.2)      | 30.4 (86.7)      | 32.3 (90.1)      | 35.8 (96.4)      | 37.7 (99.9)      | 37.4 (99.3)      | 35.9 (96.6)      | 34.0 (93.2)      |
| 平均最低気温 °C （°F） | 24.2 (75.6)      | 23.9 (75)        | 23.1 (73.6)      | 20.8 (69.4)      | 16.8 (62.2)      | 13.8 (56.8)      | 13.0 (55.4)      | 14.6 (58.3)      | 20.1 (68.2)      | 23.7 (74.7)      | 24.6 (76.3)      | 24.5 (76.1)      | 20.3 (68.5)      |
| 最低気温記録 °C （°F） | 19.0 (66.2)      | 18.7 (65.7)      | 15.5 (59.9)      | 9.8 (49.6)       | 6.3 (43.3)       | 3.8 (38.8)       | 4.2 (39.6)       | 4.0 (39.2)       | 8.2 (46.8)       | 13.3 (55.9)      | 14.5 (58.1)      | 19.3 (66.7)      | 3.8 (38.8)       |
| 降水量 mm （inch）     | 261.9 (10.311)   | 243.7 (9.594)    | 207.3 (8.161)    | 35.9 (1.413)     | 5.0 (0.197)      | 0.4 (0.016)      | 1.0 (0.039)      | 1.7 (0.067)      | 6.8 (0.268)      | 33.2 (1.307)     | 88.1 (3.469)     | 223.9 (8.815)    | 1,133.5 (44.626) |
| 平均降雨日数           | 9.5              | 9.1              | 7.3              | 1.8              | 0.3              | 0.1              | 0.0              | 0.1              | 0.3              | 1.8              | 4.7              | 8.0              | 43.0             |
| 出典：                 |                  |                  |                  |                  |                  |                  |                  |                  |                  |                  |                  |                  |                  |

### 地区
キャサリンの中央ビジネス地区は、キャサリン川から350メートルの位置にある。タウンシップは、パイン・クリーク、マタランカ、ボロルーラ、ダーリー・リバー、ティンバー・クリークの他の自治体も管轄する。
RAAFティンダル基地は、キャサリンから17 kmのところにあり、地域経済に重要な役割を果たしている。ティンダル航空基地は、1988年10月1日に公式に開業した。

### 建造環境

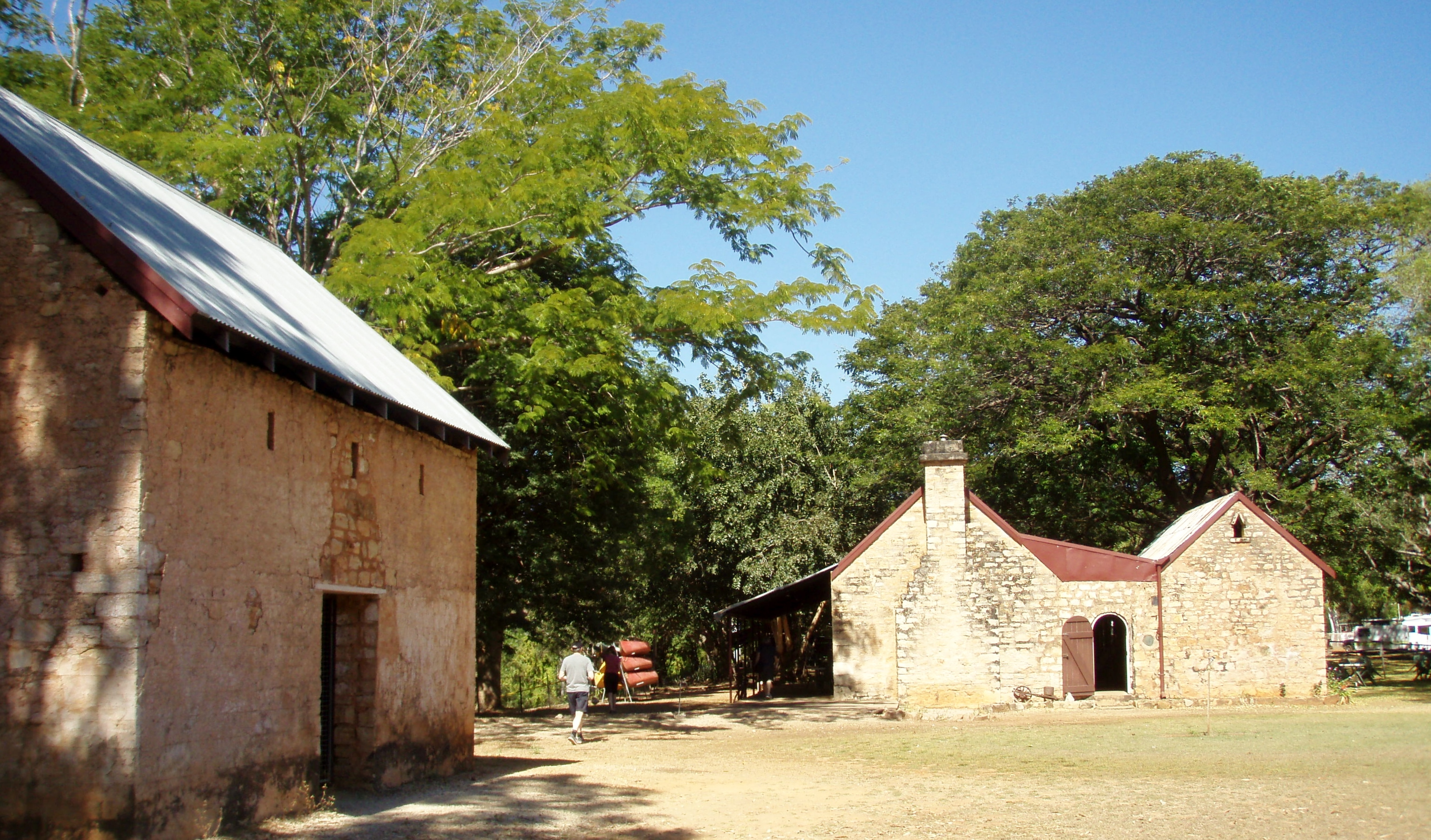
スプリングベール屋敷

1879年に建設されたスプリングベール屋敷は、ノーザンテリトリーで最も古い屋敷である。屋敷は、大陸横断電信架線工事人のアルフレッド・ジャイルズによってもともと管理されていたが、現在は観光客に開放している。古いキャサリン鉄道駅は、ダーウィンでVestey’s Meatworksが利用し、第二次世界大戦中には交通の中心となった歴史的なアトラクションである。
他の史跡には、オキーフ住宅がある。第二次世界大戦中に陸軍士官のために1943年、レクリエーション小屋として最初に建設され、イトヒバマツや波形の鉄のような特定の材料を使用した建設の良い例となっている。
ニトミルク国立公園の設立以来、キャサリンは観光目的地として発展した。ニトミルク国立公園のキャサリン渓谷は、毎年多くの観光客を引きつけている（2004年から2005年にかけて232,000人）。

## 公園
キャサリン町とその周辺には、多くの公園や庭園が存在する。ダコタ・パーク、ジャイルズ・パーク、ジュラシック・ソテツ・ガーデンズ、ジュークス・パーク、オシェイ・パークは町内にある。観光地には、ニトミルク国立公園やカタカタ・ケーヴス国立公園、絶滅危惧のソテツ、ロウ・レベル国立公園、スプリングベール屋敷、キャサリン温泉などが含まれる。
キャサリン川のリバーバンク・ドライブに沿って、キャサリン温泉は、水泳、ピクニックテーブル、バーベキュー設備を提供しており、豊富な鳥や野生動物を楽しみながらモンスーンフォレストや高いペーパーパークツリーでくつろぐことができる。

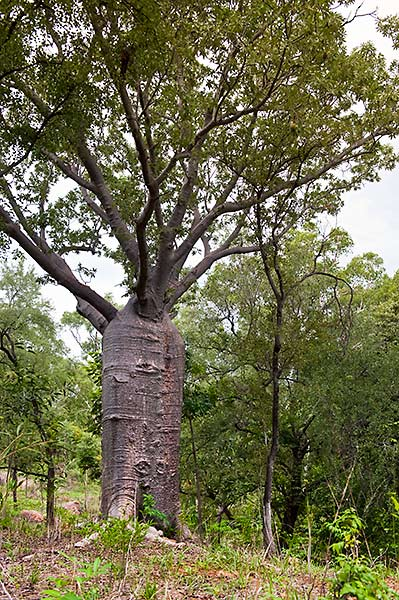
キャサリン川沿いにあるボブの木

バラマンディ、ターポン、シマイサキの釣りは、キャサリン川で人気である。ロウ・レベル自然保護区と温泉は泳ぐのに安全とみなされている。真水と海水両方のクロコダイルが川で生息している。

## 交通

### 鉄道

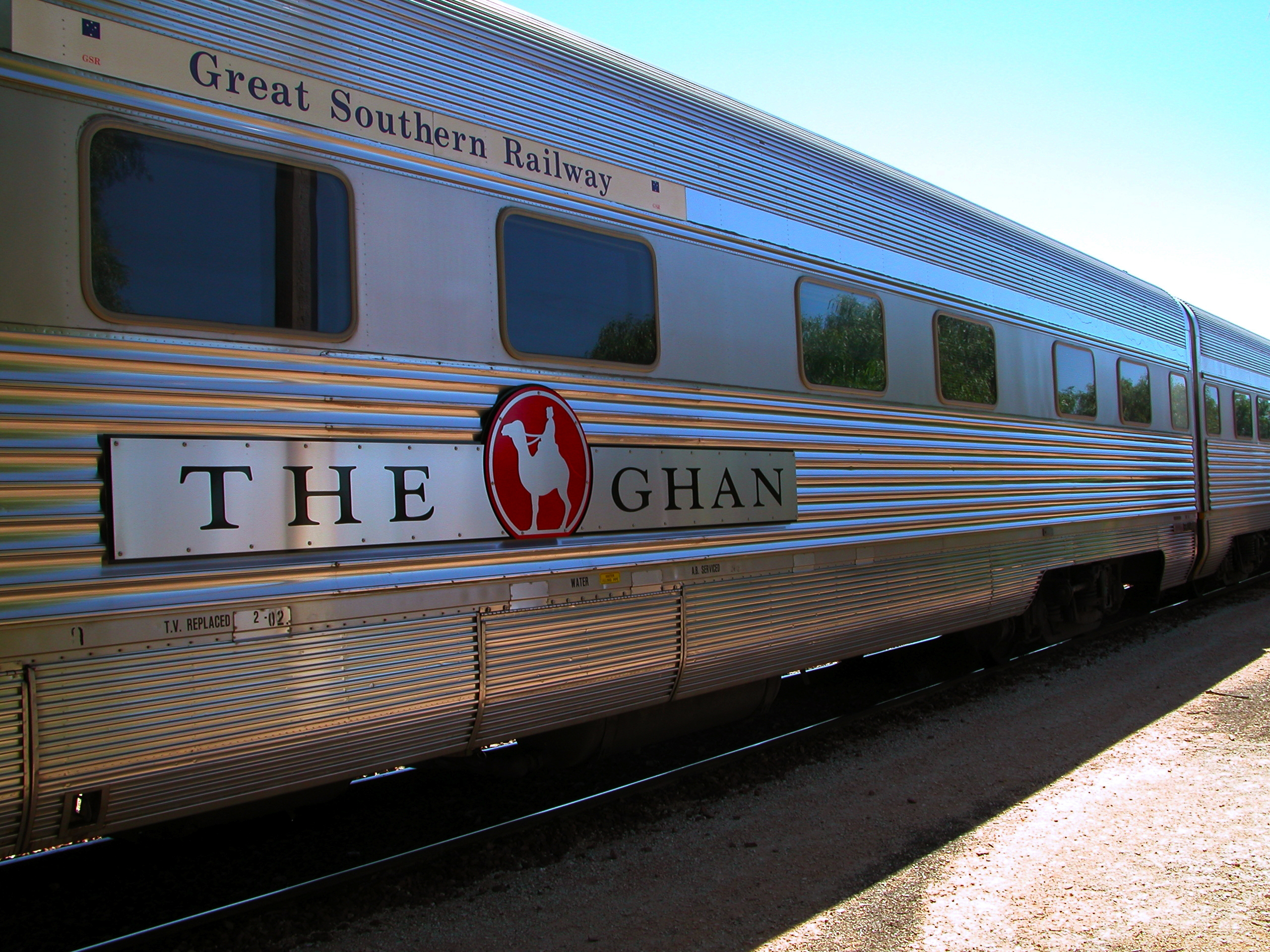
ザ・ガン

キャサリンは、1926年に完成した狭軌鉄道の北オーストラリア鉄道を経由してダーウィンへと接続された。これは結局廃止されて、線路も取り除かれた。2003年に、路線は、アリススプリングスから北のダーウィンへの拡張部分の一部として、標準軌で再度敷かれた。
グレートサザンレールウェイによって走るザ・ガンは、アデレードとダーウィンの間の新しい拡張路線で運営される。各方面へ週2便があり、町で予定通りに停車している。

### 航空
キャサリン空港は、町の中心からおよそ15 km南にある。民間の便は、キャサリンでは利用できないが、チャーター便は運行できる。

### 道路
キャサリンは、ケアンズからブルームへ東西に走るサバンナ・ウェイとダーウィンからアデレードにアリススプリングス経由で南北に走るエクスプローラーズ・ウェイの合流地点である。サバンナ・ウェイは、キャサリンのビクトリア・ハイウェイに沿って走り、エクスプローラーズ・ウェイはスチュアート・ハイウェイに沿って走る。町はダーウィンから2時間かかる。

## 社会と文化

### グレイノーマッド
キャサリンの人口は、乾期に大幅に増加する。毎年高齢者（グレイノーマッドと呼ばれる）は、オーストラリアの寒い地域からキャラバンでキャサリンの北へ向かう。

### 教育
キャサリン・スクール・オブ・ジ・エアは、遠隔地や孤立したコミュニティの生徒に教育を提供するため、1966年に設立された。この学校は、もともと短波放送によって授業が行われていたが、衛星通信やインターネットのような技術により、このシステムは使用されなくなっている。学校は、9年生までの800,000 km2 (310,000 sq mi)に地域に住むおよそ250人の生徒を教育している。学校自体が観光名所となっており、「世界最大の教室」を誇っている。

### 音楽

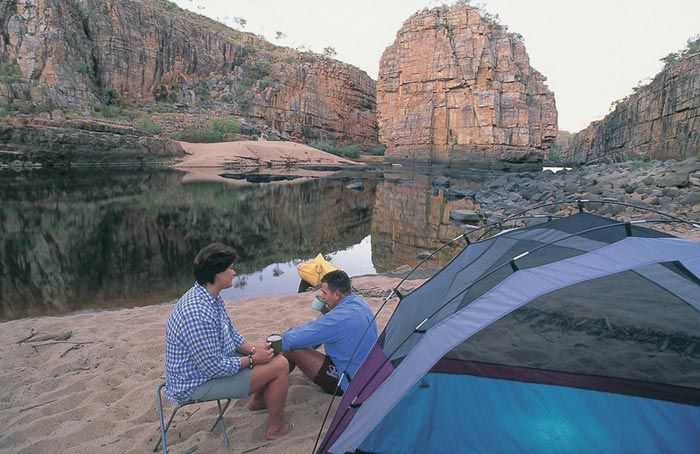
キャサリン渓谷でのキャンプ

キャサリン歴史協会のための資金を調達するため、キャサリン1998年洪水の後、キャサリン・カントリーミュージック協会が設立された。ここ数年にわたって、協会はケーシー・チャンバースのような新しい国内のカントリーミュージックアーティストを迎えている。ユニークな固有の音楽やダンスは、この地域で重要なものとなっている。

### スポーツ
キャサリン・スポーツ・グラウンド・コンプレックスは、主要なスポーツ設備であり、キャサリン町議会によって運営され、オリンピックプールのあるキャサリン・アクアティック・センター、テニスクラブ、クリケットやオーストラリアンフットボールに使用されたピッチ、BMXトラック、バスケットボールコート、ラグビー場、サッカー場がある。また、コンプレックスは、馬術、キャサリンやディストリクト・ショー協会を主催する。町には、さらに、9ホールのゴルフコースや完全に装備された野球場、ソフトボール場がある。
スポーツ設備は、キャサリン展示場でも提供され、ロデオ・アリーナ、ポロクロス競技場、フットボールによく使用される特別観覧席のある競技場、キャサリン競馬クラブやノーザンテリトリー中から競争者や賭博者が駆けつけるキャサリン・カップのあるキャサリン・カップジム・ジャクソン・レースコースがある。

### 人物
- カデル・エヴァンス - 自転車競技世界チャンピオン（1977年キャサリン生まれ）
- リーゼル・ジョーンズ - オリンピック水泳競技の金メダリスト（1985年キャサリン生まれ）